# Скобляков, Сергей Леонидович
Серге́й Леони́дович Скобляко́в (2 января 1977, Москва) — российский футболист и тренер. Выступал на позициях защитника и полузащитника. Старший брат футболиста Дмитрия Скоблякова.

## Карьера

### Карьера игрока
Воспитанник футбольной школы молодёжи, с 19 лет в дубле московского «Спартака». В 1999 году, не сумев пробиться в основу московского клуба, перешёл в «Тюмень», выступавшую в Первом дивизионе. По итогам сезона тюменский клуб, заняв 18 место, вылетел во второй дивизион, и Сергей перешёл в фарм-клуб московского «Спартака» — «Спартак-Чукотка», который, в свою очередь, добился права выступать в Первом дивизионе. Однако, завершив первый круг, этот клуб из-за нехватки финансирования снялся с соревнования. В 2001 году бывший главный тренер «Спартака-Чукотки» Анатолий Шелест, возглавивший латвийский «Металлург» Лиепая, пригласил в свой новых клуб некоторых знакомых по прежней команде футболистов, среди которых был и Скобляков. По итогам сезона 2001 «Металлург» занял третье место чемпионата Латвии. В 2002 году Анатолий Шелест работал тренером в «Томи» и порекомендовал главному тренеру Валерию Петракову игроков своего предыдущего клуба: Александр Катасонов, Александр Павленко, Тарас Шелест и Сергей Скобляков. С двумя последними игроками были заключены контракты, и с 2002 года Сергей Скобляков выступает в томском клубе. В том же году в «Томь» из «Торпедо» перешёл его брат Дмитрий (покинул команду в 2005 году).
Отличался универсализмом, будучи левшой, предпочитал выступать на левом фланге полузащиты, однако играл в центре и на правом фланге полузащиты, в последние сезоны — также на позиции левого защитника. Несмотря на миниатюрные габариты, имеет в активе забитые головой мячи. Признавался лучшим игроком «Томи» в 2007 году. 30 декабря 2011 расторгнул контракт с клубом.
В 2012 году подписал контракт с подмосковными «Химками».
В 2016 году до августа играл в первенстве России среди команд третьего дивизиона за «Одинцово» (зона «Московская область»), а с августа — за «Троицк» (зона «Москва»).

### Тренерская карьера
С конца 2016 года работает ассистентом главного тренера в женском футбольном клубе «ЦСКА». В заявке на сезон и отчётах об отдельных матчах в 2017 году назывался главным тренером ЦСКА, по другим данным фактически был ассистентом Максима Зиновьева.

## Достижения
- Бронзовый призёр чемпионата Латвии: 2001

## Клубная статистика
| Сезон   | Клуб               | Чемпионат             | Чемпионат | Кубок |
| ------- | ------------------ | --------------------- | --------- | ----- |
| 1994    | ТРАСКО (Москва)    | 3 лига, 3 зона        | 35 (4)    | 0 (0) |
| 1995    | — // —             | 3 лига, 3 зона        | 41 (6)    | 1 (0) |
| 1996    | Спартак-д М        | 3 лига, 3 зона        | 35 (6)    | 0 (0) |
| 1997    | — // —             | 3 лига, 3 зона        | 38 (3)    | 0 (0) |
| 1998    | Спартак-2 М        | 2 дивизион, Запад     | 41 (11)   | 0 (0) |
| 1999    | Тюмень             | 1 дивизион            | 39 (3)    | 0 (0) |
| 2000    | Спартак-Чукотка    | 1 дивизион            | 19 (1)    | 1 (0) |
| 2001    | Металлург (Лиепая) | Высшая лига           | 27 (5)    |       |
| 2002    | Томь               | 1 дивизион            | 32 (3)    | 0 (0) |
| 2003    | — // —             | 1 дивизион            | 40 (4)    | 3 (0) |
| 2004    | — // —             | 1 дивизион            | 40 (1)    | 1 (0) |
| 2005    | — // —             | РФПЛ                  | 14 (0)    | 0 (0) |
| 2006    | — // —             | РФПЛ                  | 26 (1)    | 1 (0) |
| 2007    | — // —             | РФПЛ                  | 30 (4)    | 4 (0) |
| 2008    | — // —             | РФПЛ                  | 27 (3)    | 2 (0) |
| 2009    | — // —             | РФПЛ                  | 26 (0)    |       |
| 2010    | — // —             | РФПЛ                  | 20 (0)    |       |
| 2011    | — // —             | РФПЛ                  | 27 (1)    |       |
| 2011/12 | Томь-мол           | Молодёжное первенство | 1 (0)     |       |
|         | Химки              | 1 дивизион            | 8 (1)     |       |
| 2012/13 | — // —             | 1 дивизион            | 12 (0)    |       |
| 2013/14 | — // —             | 2 дивизион, Запад     | 30 (3)    |       |
| 2014/15 | — // —             | 2 дивизион, Запад     | 29 (1)    |       |